# 諏訪市立高島小学校

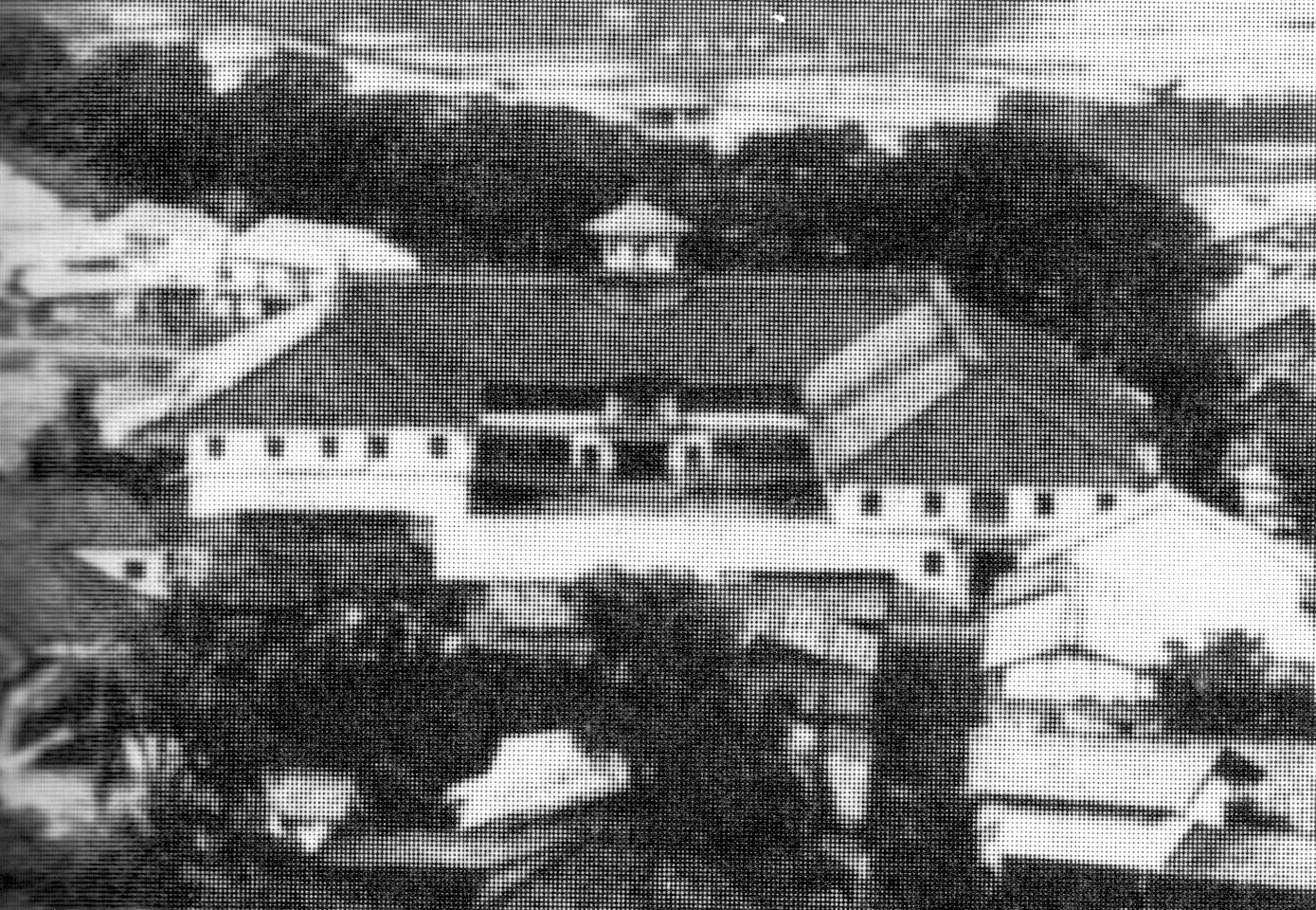
明治12年に新築された高島学校校舎

諏訪市立高島小学校（すわしりつ たかしましょうがっこう）は、長野県諏訪市諏訪にあった公立小学校。

## 概要
1872年（明治5年）、柳口学校として諏訪市大手町付近で創立。日本で最も古い学校のひとつとされる。
1898年（明治31年）には、伊藤長七が教師として着任している。伊藤は、権威主義的な教育を排し、遠足登山や雪中行軍といった校外学習を次々と生み出し、独創的な教育を実践。高島小学校での独自の教育手法が地域で注目を集めるようになった。しかし、当時の教育者からは批判が起き、1年間で転勤を強いられることになった。
2021年（令和3年）3月31日、高島小学校と城北小学校が閉校。2校は統合され、同年4月1日に高島小学校は「諏訪市立上諏訪小学校」となった。それとともに、隣接する上諏訪中学校（諏訪市諏訪2-12-１）との小中一貫教育が開始された。

## 著名な学校関係者
- 伊藤長七（教育者）- 自由主義的な教育の実践者
- 岩垂今朝吉（教育者）

## 著名な出身者
- 永田鉄山（陸軍中将）
- 藤原咲平（気象学者） - 永田鉄山と同級
- 千野敏子（教育者、『葦折れぬ』著者）
- 藤森慎吾（お笑いタレント・オリエンタルラジオ、歌手・RADIO FISH）
- 鎌倉圭 （実業家、広告クリエイター、音楽プロデューサー、税理士、シンガーソングライター）

## 備考
- 映画『バースデーカード』の撮影場所として使用された。